# Liparis atlanticus
Liparis atlanticus är en fiskart som först beskrevs av Jordan och Evermann, 1898.  Liparis atlanticus ingår i släktet Liparis och familjen Liparidae. Inga underarter finns listade i Catalogue of Life.